# ۱۷۰۵ (میلادی)
۱۷۰۵ (میلادی) هزار و هفتصد  و پنجمین سال تقویم میلادی است.

## زادگان
- ۲۴ ژانویه – فارینلی، خواننده و خواننده اپرا ایتالیایی (د. ۱۷۸۲)

## درگذشتگان
- جو دا، نقاش و راهب بودایی چینی ، (زاده ۱۶۲۵)
- ۵ مه – لئوپولد یکم، امپراتور مقدس روم، آهنگساز اهل مجارستان (ز. ۱۶۴۰)
- ۱۶ اوت – یاکوب برنولی، ریاضی‌دان و فیزیک‌دان سوئیسی (ز. ۱۶۵۴)
- ۱۱ اکتبر – گویلام امنتنس، فیزیک‌دان فرانسوی (ز. ۱۶۶۳)